# Rivers (Epica)
Rivers è un singolo del gruppo musicale olandese Epica, pubblicato il 22 gennaio 2021 come terzo estratto dall'ottavo album in studio Omega.

## Descrizione
Nona traccia dell'album, il brano è una ballata caratterizzata da un arrangiamento minimale composto soprattutto da pianoforte e strumenti ad arco, oltre alla presenza di un coro di voci bianche che nel finale si somma alla strumentazione rock. La cantante Simone Simons, autrice del testo, ha spiegato che il brano «simboleggia la calma e, contemporaneamente, l'incertezza della vita – con i suoi alti e bassi. L'acqua calma rappresenta la pace, mentre una corrente impetuosa indica che occorre affrontare le sfide e nuotare contro la corrente della vita».
Il 9 marzo 2023 il gruppo ha reso disponibile una versione dal vivo del brano realizzata insieme agli Apocalyptica e tratta dall'esibizione avvenuta all'AFAS Live di Amsterdam.

## Accoglienza
Il brano è stato accolto positivamente dalla critica specializzata, sebbene alcuni abbiano evidenziato una somiglianza fra il suo ritornello e quello di Impossible di Shontelle.

## Video musicale
Il video, pubblicato in contemporanea al lancio del singolo, è stato diretto da Jens de Vos vede come protagonista la sola Simons in un ambiente dai toni blu.

## Tracce
Download digitale
1. Rivers – 4:48 (testo: Simone Simons – musica: Rob van der Loo, Epica)
2. Freedom - The Wolves Within – 5:37 (testo: Mark Jansen – musica: Mark Jansen, Epica)
3. Abyss of Time - Countdown to Singularity – 5:20 (testo: Mark Jansen – musica: Mark Jansen, Epica)

Download digitale – versione dal vivo
1. Rivers (feat. Apocalyptica) (Live at the AFAS Live) – 4:58 (testo: Simone Simons – musica: Rob van der Loo, Epica)